# Hans Litten
Hans Achim Litten (Halle, Sajonia-Anhalt, 19 de junio de 1903 - Campo de concentración de Dachau, Baviera, 5 de febrero de 1938) fue un abogado alemán especializado en causas contra el movimiento nazi por violencia política durante la República de Weimar, que alcanzó popularidad tras someter, el 8 de mayo de 1931, a un interrogatorio en los juzgados penales de Berlín al entonces político parlamentario líder del Partido Nazi, Adolf Hitler, obligado a declarar como testigo en un proceso abierto contra varios miembros de las SA por un ataque armado contra jóvenes izquierdistas.

## Edenprozess, 1930
El 22 de noviembre de 1930 diversos miembros de las SA asaltaron en Berlín el Palacio Edén, un local donde se celebraba un encuentro entre obreros izquierdistas, dejando una veintena de heridos. En el proceso por estos hechos, iniciado en 1931, la acusación no solo pretendía identificar y castigar a los asaltantes, sino también demostrar que los nazis utilizaban el terror de forma sistemática para socavar las estructuras democráticas de la República de Weimar. La investigación había llegado lo suficientemente lejos como para demandar la asistencia de Hitler en el banquillo de los acusados. Hitler fue acusado como dirigente del movimiento insurreccional y durante la vista se le forzó a declarar fidelidad a la República de Weimar y su gobierno.
En el transcurso de los acontecimientos Hitler cayó en numerosas y profundas contradicciones, quedando literalmente en ridículo y bajo un gran nerviosismo. Hitler no supo responder de manera convincente a ninguna de las preguntas y se vio disminuido por la sagacidad de Litten, que leyó ante el tribunal un artículo del jefe de la propaganda nazi, Joseph Goebbels, titulado El nazi-sozi, en el que reclamaba «destrozar el Parlamento para conquistar el poder» y «hacer picadillo a nuestros rivales».

## Venganza nazi
Tras su llegada a la cancillería en enero de 1933, Hitler, que no había olvidado la humillación de su interrogatorio, ordenó la detención de Litten tras el episodio del incendio del Reichstag, el 23 de febrero de 1933. Su madre, Irmgard Litten, intentó sin éxito conseguir su liberación (Litten era hijo de un matrimonio mixto, de padre judío y madre cristiana, prohibidos por las Leyes de Núremberg de 1935).
Después de ser detenido, fue internado en la prisión de Spandau. Posteriormente, pasó por el campo de concentración de Sonnenburg y la cárcel de Brandeburgo, donde fue torturado y humillado, y recorrió después los campos de concentración de Esterwegen, Lichtenburg y Buchenwald. En octubre de 1937 fue trasladado al Campo de concentración de Dachau, donde el 5 de febrero de 1938 fue hallado ahorcado en una letrina, vestido solo con una camisa. Dejó una nota con la explicación de su suicidio.

## Rehabilitación y memoria

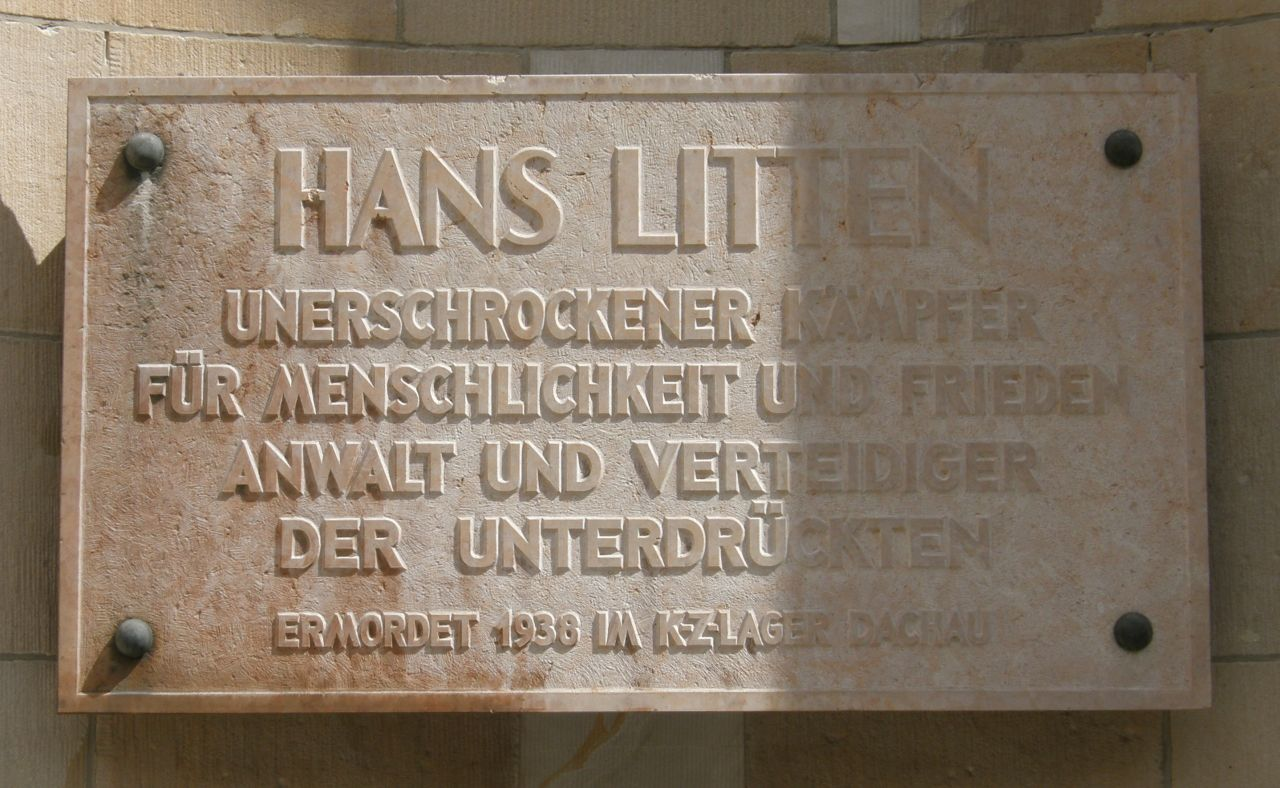
Placa conmemorativa expuesta en la Littenstraße del barrio de Berlín-Mitte, en recuerdo de Hasn Litten.

Tras la Reunificación de Alemania, la Asociación de juristas de Berlín adoptó el nombre de Asociación Hans Litten en su memoria. 
El Premio Hans Litten es igualmente concedido de manera bienal en su homenaje por la Asociación Democrática de Jueces Germano-Europea.
El libro "Crossing Hitler: The Man Who Put the Nazis on the Witness Stand" (editado en español bajo el nombre de "El hombre que humilló a Hitler"), escrito por Benjamin Carter Hett (publicado en 2008), recoge el episodio sin precedentes del "Edenprozess". Aquella se trató de la única vez que Hitler tuvo que prestar declaración testimonial por alguno de sus actos.